# Чебаковский сельсовет (Новосибирская область)
Чебаковский сельсовет — сельское поселение в Северном районе Новосибирской области Российской Федерации.
Административный центр — село Чебаки.

## История
Статус и границы сельского поселения установлены Законом Новосибирской области от 2 июня 2004 года № 200-ОЗ «О статусе и границах муниципальных образований Новосибирской области»

## Население
| 2002 | 2010 | 2012 | 2013 | 2014 | 2015 | 2016 |
| ---- | ---- | ---- | ---- | ---- | ---- | ---- |
| 569  | ↘543 | ↘532 | ↘520 | ↘507 | ↘503 | ↘488 |
| 2017 | 2018 | 2019 | 2020 | 2021 |      |      |
| ↘478 | ↘471 | ↗475 | ↘468 | ↘449 |      |      |

## Состав сельского поселения
| № | Населённый пункт | Тип населённого пункта       | Население |
| - | ---------------- | ---------------------------- | --------- |
| 1 | Витинск          | деревня                      | ↘306      |
| 2 | Чебаки           | село, административный центр | ↘237      |